# Baznayé
Baznayé ou Beznayé (en syriaque : ܒܙܢܝܐ, en kurde : Bazyan, et en turc : Doğan) est un ancien village assyro-chaldéen situé dans le district d'Uludere de la province de Şırnak (aujourd'hui en Turquie).
Avant sa disparition, il était l'un des derniers villages assyriens du pays (il en existait neuf dans la région). Il est représentatif de l'exode des Assyro-Chaldéens vivant dans la région au cours du XXe siècle.

## Localisation
Le village, à flanc de montagne, est situé le long d'un ruisseau affluent de la rivière Hezil, dans le piémont du Hakkiari, région montagneuse aujourd'hui turque de l'Anatolie du Sud-Est.

Il est à 25 km à l'ouest d'Uludere, chef-lieu de l'arrondissement dont dépend le village, à environ 14 km au nord à vol d'oiseau de la frontière irakienne, et à environ 45 km au nord-est à vol d'oiseau de la frontière syrienne.
Le village est atteignable grâce à une seule et unique route que l'on peut prendre depuis le village kurde voisin de Şenoba (ancien village assyrien auparavant appelé Ségueirik) au sud, et de Hoz (autre village assyrien) au nord.

## Histoire

### Antiquité
La région de Baznayé, peuplée de hourrites puis d'araméens, appartient tout d'abord au royaume de Mittani entre le XVIIe siècle et le XIIIe siècle avant notre ère.
Le roi d'Assyrie Sennachérib conquiert la région en 697 av. J.-C., alors aux mains des urartiens (ancêtres des actuels arméniens). Puis, selon l'historien grec Hérodote, Cyaxare, le roi des Mèdes, fait ensuite passer la région sous sa coupe à la fin du VIIe siècle av. J.-C.. Vers le milieu du VIe siècle av. J.-C., la zone devient perse, dominée par l'empire achéménide de Cyrus le Grand.
En 331 av. J.-C., la région de Baznayé est conquise par les armées d'Alexandre le Grand, avant de passer aux mains des parthes.
Durant la période romaine, la région se retrouve intégrée à la province d'Assyrie, avant de repasser sous domination perse avec les Sassanides.

### Baznayé chrétienne
Le village (autrefois nestorien puis devenu catholique), qui existait dans sa forme actuelle au moins depuis le XVIIIe siècle (le prêtre étant alors le chef du village), est organisé autour de l'église catholique chaldéenne Mart Meryam (en français : Sainte Marie), et était bâti sur les ruines d'un autre village chrétien plus que millénaire (d'après les tombes retrouvées datant des premiers temps du christianisme). Les églises locales étaient reliées au diocèse de Gazarta (en syriaque : ܓܙܪܬܐ).
On pense que beaucoup d'assyriens seraient venus se réfugier dans la région au tout début du XVe siècle pour fuir les massacres des troupes de Tamerlan dans les plaines mésopotamiennes.
Durant la période ottomane, les villageois d'Ischy étaient des Rayats de la principauté du Botan soumis à l'autorité de l'agha kurde local (quasi-indépendant du pouvoir central turc à Constantinople à cause de l'isolement et de l'inaccessibilité des montagnes), qui leur devait théotiquement protection en échange de la moitié du produit de leur travail. Administrativement, le village était situé dans le sandjak de Mardin de l'ancienne province de la Vilayet de Diyarbekir.
De nombreux liens (mariages, enterrements, fêtes religieuses et échanges commerciaux) existaient entre Baznayé et les villages assyriens voisins (notamment Harbolé, Ischy, Hoz et Meer), tous en autosuffisance alimentaire.
Entre juin 1843 et 1846, de nombreux habitants du village sont massacrés par les autorités kurdes de Bedirxan Beg et de Nurullah Beg, avec la permission des pachas de Mossoul successifs (notamment Sherif Pacha et Tayyar Pacha entre autres).

### XXesiècle
En 1915, Baznayé, tout comme les autres villages assyriens de la région, n'échappe pas au génocide assyrien perpétré par l'Empire ottoman sur les populations chrétiennes. Durant ces massacres, de nombreux habitants du village assyrien de Hoz se réfugient à Baznayé (c'est pourquoi beaucoup d'habitants du village sont aujourd'hui des descendants de familles de Hoznayés réfugiées).
Baznayé est officiellement renommée Doğan, en 1958 par le gouvernement turc et sa politique de turquisation.
À partir des années 1970, le gouvernement turc construit des écoles dans les villages reculés du pays, et ce n'est qu'à partir de cette période que les habitants des villages assyriens se mettent à apprendre le turc (en plus de l'araméen, leur langue natale, et du kurde, la langue locale).
La population de Baznayé et des villages assyro-chaldéens de la région émigre massivement de Turquie pour s'installer d'abord à Istanbul, puis à l'étranger à partir de 1975 et ce durant deux décennies, à la suite des différents conflits et exactions touchant la région (guérilla du PKK, discriminations subies par les populations turques et kurdes, etc.).
Le village est complètement vidé de ses habitants en 1985, lassés des travaux forcés, meurtres, vols et extorsions, rapts et viols de jeunes filles converties de force à l’Islam, ainsi que harcèlements et menaces subies par les populations kurdes environnantes. En août 1993, Baznayé est bombardé et rasé par le gouvernement turc.
Aujourd'hui, la plupart des anciens habitants du village et leurs descendants vivent en région parisienne, dans le Val-d'Oise notamment (comme à Sarcelles et dans les villes limitrophes,).

## Démographie
| \| Année \| Habitants \| \| ----- \| --------- \| \| 1975 \| 311[18] \| \| 1985 \| 156[18] \| \| 1986 \| 0 \| |           |
| Année | Habitants |
| 1975 | 311       |
| 1985 | 156       |
| 1986 | 0         |

## Économie
Les Baznayés étaient connus comme étant principalement agriculteurs (fruits et légumes), éleveurs (bovins et chevaux) et bergers (moutons et chèvres). Pour se procurer de la farine, les habitants se rendaient dans le village d'Ischy qui possédait un moulin à eau pour y transformer les grains blé en farine.
Durant la période estivale de transhumance, les habitants se déplaçaient avec leurs troupeaux plus haut en altitude (sur le mont Khanga principalement) pour profiter d'un temps plus frais.